# تاگو ماگو
تاگو ماگو (به اسپانیایی: Tago Mago) آلبوم ال‌پی دودیسکه از کَن، گروه موسیقی تجربی و کراوت‌راک آلمانی است که سال ۱۹۷۱ منتشر شد. این آلبوم تجربه‌گرانه‌ترین اثر گروه به لحاظ ساختار و صدا به‌شمار می‌رود که تحسین بسیاری را از زمان انتشار تا کنون نصیب خود کرده و هنرمندان گوناگونی از آن به عنوان منبع الهام یاد کرده‌اند.